# Будна Вас
Будна Вас (словен. Budna vas) — поселення в общині Севниця, Споднєпосавський регіон, Словенія. Висота над рівнем моря: 509 м.